# 3504 Kholshevnikov
3504 Kholshevnikov је астероид главног астероидног појаса чија средња удаљеност од Сунца износи 3,099 астрономских јединица (АЈ).
Апсолутна магнитуда астероида је 11,7.